# 19436 Мерікоул
19436 Мерікоул (19436 Marycole) — астероїд головного поясу, відкритий 24 березня 1998 року.
Тіссеранів параметр щодо Юпітера — 3,472.